# 刘飞跃
刘飞跃（1970年2月5日—），中國湖北省随州市人，是知名维权人士，非暴力主义者，中国维权网站“民生观察”创办人，中国民主党成员，独立中文笔会会员。曾为湖北省随州市曾都区东关学校教师。

## 经历
- 1996年，撰写《中南海是中国腐败的根源》，遭当局拘留15天。
- 1998年，成为中国民主党湖北省党部7名成员之一。
- 1999-2002年，致力于非暴力理论研究，发表一系列有关非暴力的文章：《论非暴力原则》、《非暴力斗争的可行性》、《“六·四”与非暴力》、《两种非暴力》、《高压下的非暴力运动》、《非暴力之声──杨建利与做》、《非暴力之声──枪杆子与政权》、《非暴力之声──民主与动乱》、《非暴力之声──民主运动与国家分裂》等。
- 2003年，开始致力于在中国大陆开展非暴力运动：
- 2003年1月5日，发表《关于我本人被强迫征订〈随州日报〉致全国人大的一封公开信》；
- 2003年6月16日，联合其他5位人士发起呼吁政府进行政治改革的“文化衫运动”，发表《无声的呐喊──大陆六位公民穿上文化衫要求启动政治体制变革》；
- 2005年10月成立“民生观察”工作室，翌年10月建立網站。[1]
- 2008年12月参与联署《零八宪章》，此后多次接受境外媒体采访支持刘晓波获诺贝尔和平奖并呼吁释放他。
- 2011年8月2日，他因参与温州723动车追尾事件死难者“头七”纪念活动，被当局指派的维稳人员打伤，报警后警方不立案，也不予出具验伤报告。
- 自2014年起，刘飞跃每年撰写发表《中国维稳与人权年终报告》和《中国精神健康与人权年终报告》。

## 拘留與判決
2016年11月18日，他被随州市公安局刑事拘留，理由是颠覆国家政权，2018年8月7日開庭審理，檢方在起訴書指劉飛躍接受自由亞洲電台採訪，誹謗、詆毀國家政治制度和司法制度，攻擊國家政權和社會主義制度，以及開辦民生觀察網站，與境外機構、組織勾結，長期從事煽動顛覆國家政權活動。翌年1月29日上午，隨州市中級人民法院裁定煽动颠覆国家政权罪罪名成立，判監五年，剝奪政治權利三年，沒收個人財產101萬元人民幣（判決書全文見參考資料連結）。

## 获释
2021年11月17日， 遭中国当局以“煽动颠覆国家政权罪”判刑5年的维权网站“民生观察”创办人刘飞跃刑满出狱。 外界预期，由于这位有“草根人权捍卫者”之称的异议人士被剥夺政治权利，他仍难以真正重获自由。

## 获奖
2018年11月15日，刘飞跃获得独立中文笔会颁发的第九届刘晓波写作勇气奖暨第十三届狱中作家奖。